# Кларіно рудий
Кларі́но рудий (Entomodestes leucotis) — вид горобцеподібних птахів родини дроздових (Turdidae). Мешкає в Перу і Болівії.

## Поширення і екологія
Руді кларіно живуть в гірських хмарних лісах Анд. Трапляються на висоті від 900 до 3350 м над рівнем моря.